# NGC 3578
NGC 3578 é uma estrela dupla na direção da constelação de Crater. O objeto foi descoberto pelo astrônomo John Herschel em 1827, usando um telescópio refletor com abertura de 18,6 polegadas. 